# 素攀府
素攀府（皇家轉寫：Changwat Suphan Buri，泰語發音：[t͡ɕāŋ.wàt sù.pʰān būrīː]），又譯素攀武里府，是泰國中部的一個府。「素攀武里」在泰語中意思是「黃金之城」。

## 歷史
素攀府在古代時很繁榮，原名為「素攀武里城」，建於公元877年。咖德大帝曾修葺「芭功萊寺」及興建「沙南猜寺」，且游說了二千名政府官員削髮為僧，故曾更名為「二千武里城」。至烏通大帝時將城府遷至「他金河」的西畔，迨至拍烏大帝時期，則被命名為「素攀武里府」。

## 地理
- 素攀府的面積約為 5,358 平方公里，距首都曼谷約為107公里。
- 素攀府的疆域北毗猜納府及烏泰他尼府；南界佛統府；東瀕紅統府、信武里府及大城府；面毗北碧府。
- 素攀府的大部份為平原地帶，只有北部有部份山林，有眾多江、河、湖泊，港汊滿佈，良田萬頃，水產豐富，也有不少工廠。

## 行政
素攀府的行政區共分為10縣；再分成110區；最後細分成977村。
| \| # \| 中文名 \| 泰文名 \| 英文名 \| \| -- \| ------------------------------------- \| ------------ \| ------------------- \| \| 1 \| 素攀府治县 (素攀武里府治县) \| เมืองสุพรรณบุรี \| Mueang Suphan Buri \| \| 2 \| 登邦南磨县（英语：Doem Bang Nang Buat District） \| เดิมบางนางบวช \| Doem Bang Nang Buat \| \| 3 \| 丹昌县（英语：Dan Chang District） \| ด่านช้าง \| Dan Chang \| \| 4 \| 邦巴玛县（英语：Bang Pla Ma District） \| บางปลาม้า \| Bang Pla Ma \| \| 5 \| 西巴占县（英语：Si Prachan District） \| ศรีประจันต์ \| Si Prachan \| \| 6 \| 敦切迪县（英语：Don Chedi District） \| ดอนเจดีย์ \| Don Chedi \| \| 7 \| 宋披农县（英语：Song Phi Nong District） \| สองพี่น้อง \| Song Phi Nong \| \| 8 \| 三竹县（英语：Sam Chuk District） \| สามชุก \| Sam Chuk \| \| 9 \| 乌通县（英语：U Thong District） \| อู่ทอง \| U Thong \| \| 10 \| 农呀晒县 \| หนองหญ้าไซ \| Nong Ya Sai \| |                             |              |                     |
| # | 中文名                      | 泰文名       | 英文名              |
| 1 | 素攀府治县 (素攀武里府治县) | เมืองสุพรรณบุรี  | Mueang Suphan Buri  |
| 2 | 登邦南磨县                  | เดิมบางนางบวช | Doem Bang Nang Buat |
| 3 | 丹昌县                      | ด่านช้าง       | Dan Chang           |
| 4 | 邦巴玛县                    | บางปลาม้า     | Bang Pla Ma         |
| 5 | 西巴占县                    | ศรีประจันต์     | Si Prachan          |
| 6 | 敦切迪县                    | ดอนเจดีย์      | Don Chedi           |
| 7 | 宋披农县                    | สองพี่น้อง      | Song Phi Nong       |
| 8 | 三竹县                      | สามชุก        | Sam Chuk            |
| 9 | 乌通县                      | อู่ทอง         | U Thong             |
| 10 | 农呀晒县                    | หนองหญ้าไซ    | Nong Ya Sai         |

## 名勝古蹟
- 哇芭叻萊寺：位於他金的河西岸，寺內供奉有著名的「芭叻萊佛像」，每年泰歷5月和12 月均舉行禮佛盛會。
- 哇波隆烏寺：位於頌丕農縣，建於1959年，內有全球最大的菩柯隆金屬佛像，寬10公尺，高 26公尺。
- 哇素溫甫寺(又名：新寺)：位於素攀直轄縣府署對面，寺內有一博物館，收藏有各時代的文物古董。
- 哇拍史拉達那瑪哈它寺(又名：哇拍它寺)：位於他金河的西岸，已有600多年歷史，寺內供奉一尊大佛像。
- 烏通城：位於烏通縣，為烏通大帝所建，內有國家博物館，藏有發掘出來的各種文物古董。
- 隆舍利紀念碑：位於是巴莊縣，它是阿瑜陀耶国王頌呢拍那叻萱於1592年的象戰中，斬殺緬甸儲君的地方。
- 素攀石本頭公古廟：位於素攀直轄縣，曾為泰式建築物，現已改為中國式風格，有兩尊綠色石雕佛像，每年農曆7月15日均舉行施孤儀式。
- 咖少水壩：位於難倉縣，為一大型水庫、水壩及大型魚類養殖場，水壩全長達4 公里，風景怡人。
- 它沙呢鳥類保護區：位於素攀直轄縣，有各種鳥類供欣賞，傍晚時分可見百鳥歸巢的奇景。
- 哇拍路寺：位於素攀直轄縣市場對面，是一古老佛寺，寺內供奉有臥佛像、珍藏泰國唯一僅存的佛陀木足印，另尚有收藏名佛像的地下穴、佛塔。
- 哇拍儂寺和瑪查公園：位於素攀直轄縣，寺內供奉一尊真人大小的印度式臥佛像，因該寺有他金河流經，故住持自1973年起，在此養殖了數十萬條大小不一的各種魚類。
- 四聖水池：位於素攀直轄縣，自古已存在，四個聖水池分別為「卡池」、「革池」、「榮那池」及「格池」，被用作舉行各種神聖儀式的法水。
- 哇瑪哈它寺(又名：哇拍它諾寺)：位於鳥通縣，寺內供奉一尊極美麗的大城時代早期的小型佛像。
- 素攀舊城：位於素攀直轄縣，範圍廣，長約3.5公里，西邊為雙重城垣，城內外都有城壕，寬12公尺。